# Cydistomyia chaineyi
Cydistomyia chaineyi är en tvåvingeart som beskrevs av Daniels 1989. Cydistomyia chaineyi ingår i släktet Cydistomyia och familjen bromsar. Inga underarter finns listade i Catalogue of Life.